# Claudio Lagomarsini
Claudio Lagomarsini (Carrara, 21 agosto 1984) è un filologo e saggista italiano. Insegna filologia romanza all'Università di Siena.

## Biografia
Claudio Lagomarsini è un filologo romanzo, specialista di letteratura arturiana e di traduzioni dei testi latini nelle lingue romanze medievali. Ha inoltre pubblicato un romanzo e diversi racconti, vincendo l’edizione 2019 del Premio Calvino (sezione racconti).
Dopo la laurea all’Università di Pisa (2008), ha ottenuto un dottorato in Filologia romanza all’Università di Siena (2012). Tra il 2016 e il 2017 è stato Fellow “Marco Praloran” presso la Fondazione Ezio Franceschini di Firenze e all’Université de Lausanne.
È autore di saggi critico-filologici e curatore di edizioni critiche di importanti testi medievali, con speciale attenzione per la letteratura francese e italiana dei secoli XII-XIV. Collabora con il supplemento culturale del Sole 24 Ore.

## Opere

### Saggi critici ed edizioni
- Les Aventures des Bruns. Compilazione guironiana attribuibile a Rustichello da Pisa, Firenze, Edizioni del Galluzzo, 2014, ISBN 978-88-8450-572-9.
- Lais, épîtres et épigraphes en vers dans le cycle de Guiron le Courtois, Parigi, Classici Garnier, 2015, ISBN 978-2812434082.
- Virgilio, Æneis': volgarizzamento senese trecentesco di Ciampolo di Meo Ugurgieri, Pisa, Edizioni della Normale, 2018,ISBN 978-88-7642-630-8.
- Il Graal e i cavalieri della Tavola Rotonda. Guida ai romanzi francesi del Duecento, Bologna, il Mulino, 2020,ISBN 978-88-15-28608-6.
- ll Ciclo di Guiron le Courtois. Romanzi in prosa del secolo XIIII vol. IV: Roman de Guiron. Parte prima, Firenze, Edizioni del Galluzzo, 2020,ISBN 978-88-8450-969-7 .
- L'invenzione dell'intreccio. La svolta medievale nell'arte narrativa , Bologna, il Mulino, 2023, ISBN 978-88-15-38775-2.
- La Bible française du XIIIᵉ siècle. Édition critique des livres de Ruth, Judith et Esther, Ginevra, Droz, 2024, ISBN 978-2-600-06518-4.

### Romanzi e racconti
- Ai sopravvissuti spareremo ancora (romanzo), Roma, Fazi 2020; Traduzione ucraina: По тих, хто вижив, стрілятимемо ще, Kiev, Anetta Antonenko, 2022 ISBN 978-88-932-5640-7.
- Le scatole (racconto), in L'inquieto, n° 17, 2022, p. 27-43 (con illustrazioni di Bernardo Anichini).
- Il Grande Alessandro (racconto), in Nuovi Argomenti, n° 64 (ottobre-dicembre), 2013.
- Jenny (racconto), in Retabloid, febbraio 2017.
- Il vecchio Kenji (racconto), in Colla, 2018.
- Lancillotto. Il mito del Graal e della Tavola Rotonda, Giunti, Milano 2020 ISBN  9791223205495.

## Riconoscimenti
Nel 2019 ha vinto il concorso per racconti del Premio Calvino.